# Tilo (Kunstwerk)

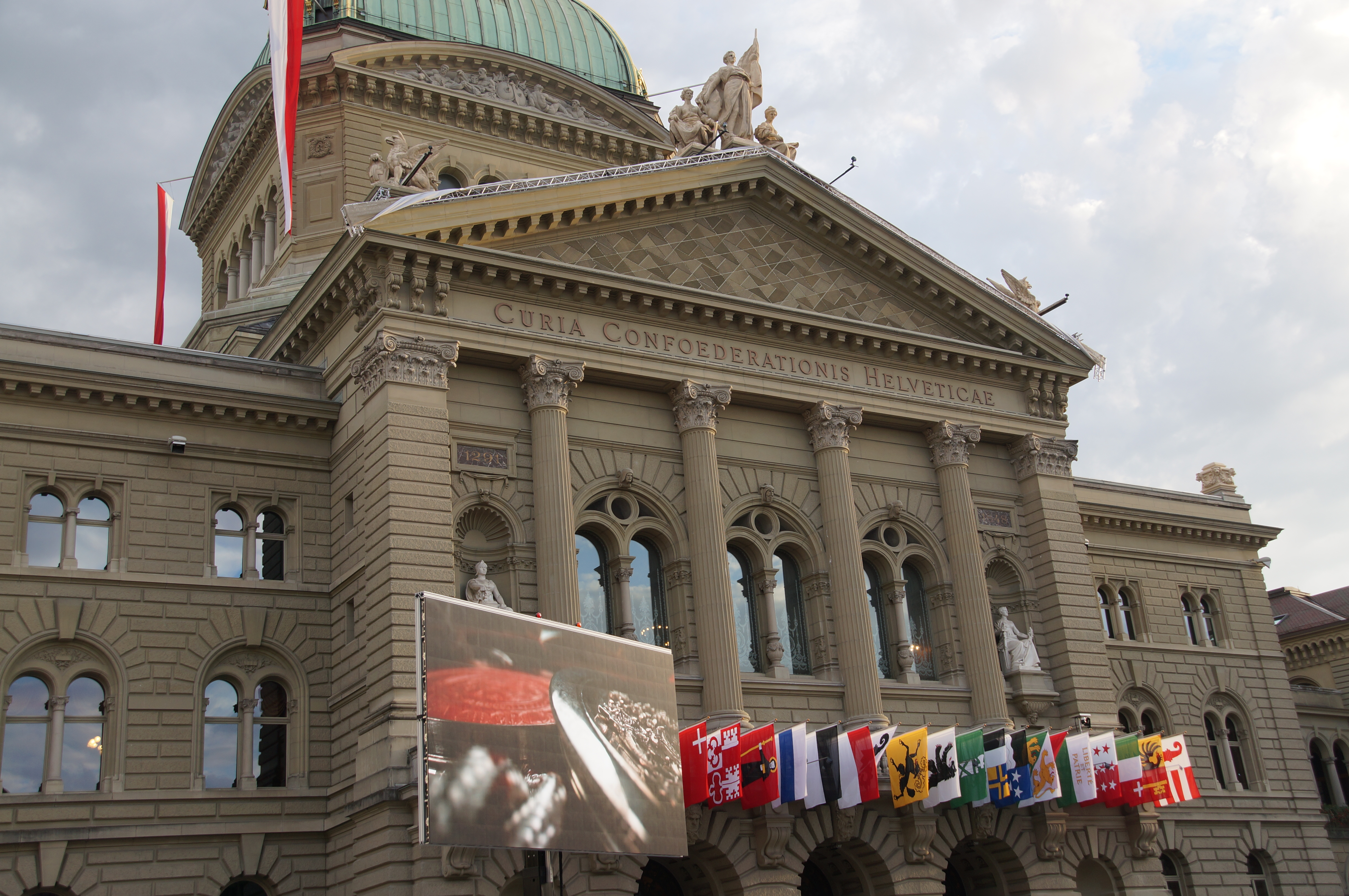
Das Bundeshaus mit dem «neuen» Tympanon Tilo

Tilo ist ein Mosaik, das sich an der Nordfassade des Bundeshauses in der Schweizer Bundesstadt Bern befindet. Damit wurde 2023 das davor leere Tympanon mit zeitgenössischer Kunst gestaltet.

## Geschichte
Hans Wilhelm Auer, der Architekt des Parlamentsgebäudes, im Volksmund Bundeshaus genannt, sah am Giebel eine Dekoration mit 22 Figuren vor, um die damaligen 22 Kantone zu symbolisieren. Dieses Werk sowie der spätere Entwurf eines Mosaiks wurden nicht ausgeführt. 2010, nach einer Renovation des Parlamentsgebäudes, fiel auf, dass die Gegenwart am Gebäude nicht repräsentiert ist. Um dies zu ändern, schlug die Kunstkommission des Parlamentsgebäudes die leere Stelle an der prominenten Fassade vor.
Im Auftrag der Verwaltungsdelegation des Parlaments schrieb das Bundesamt für Bauten und Logistik 2021 einen Wettbewerb für Kunst am Bau aus. 13 Teilnehmerinnen und Teilnehmer reichten einen Beitrag im Gestaltungswettbewerb ein. Darunter waren auch Projekte von Kunstschaffenden wie Shirana Shahbazi oder Ugo Rondinone. Durch die Jury ausgewählt wurde letztlich das Projekt des Basler Künstlerpaars Renée Levi und Marcel Schmid.

## Aufbau

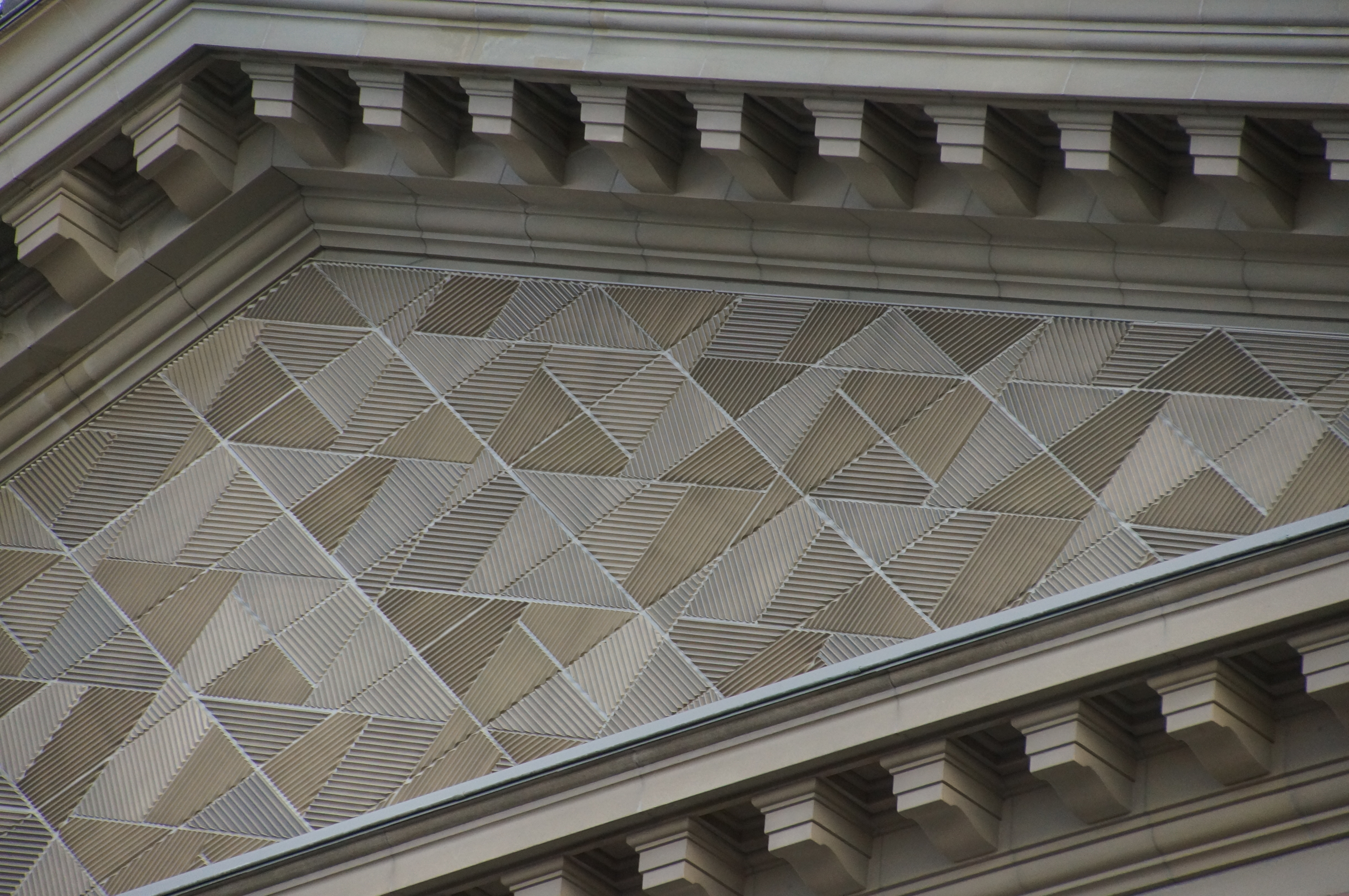
Nahaufnahme

Das Mosaik-Kunstwerk besteht aus 246 Kacheln, entsprechend der Anzahl Sitze in der Schweizer Bundesversammlung. Ihre Farbe orientiert sich am grüngrauen Sandstein des Bundeshauses. Die Kacheln haben unterschiedliche Formen und eine gerillte Struktur, so dass sie aus unterschiedlichen Winkeln und je nach Lichteinfall anders aussehen. In der Manufaktur Swisskeramik in Sarnen wurden die Kacheln aus Keramik in Handarbeit gefertigt und glasiert.

## Name und Bedeutung
Unter den allegorischen Frauenfiguren stehen die Jahreszahlen 1291 (Datierung des Bundesbriefs) und 1848 (Datierung der ersten Schweizer Bundesverfassung) für wichtige Daten der Schweizer Geschichte. Das Künstlerpaar wollte mit dem Werk zusätzlich an das Jahr 1971 (Einführung des Stimm- und Wahlrechts für Frauen in der Schweiz) erinnern.
Ursprünglich sollte dieses Projekt Elisabeth, Gabrielle, Hanna, Hanny, Hedi, Martha, Liselotte, Josi, Nelly, Lilian, Lise und Tilo heissen. Die zwölf Vornamen stehen für die ersten zwölf Frauen, die 1971 ins Bundeshaus gewählt wurden. Der Name wurde später auf Tilo verkürzt. Der Titel des Werks erinnert somit spezifisch an Tilo Frey, die als erste Schwarze in den Schweizer Nationalrat gewählt wurde und von 1971 bis 1975 im Bundesparlament sass. Bei ihrer Recherche stiess Renée Levi auf Fernsehbilder, auf denen Tilo Frey entgegen damaliger Konventionen bei ihrer Amtseinführung im Nationalratssaal ein weisses Kleid trug. Je nach Lesart steht das Werk somit auch für Diversität.

## Enthüllung

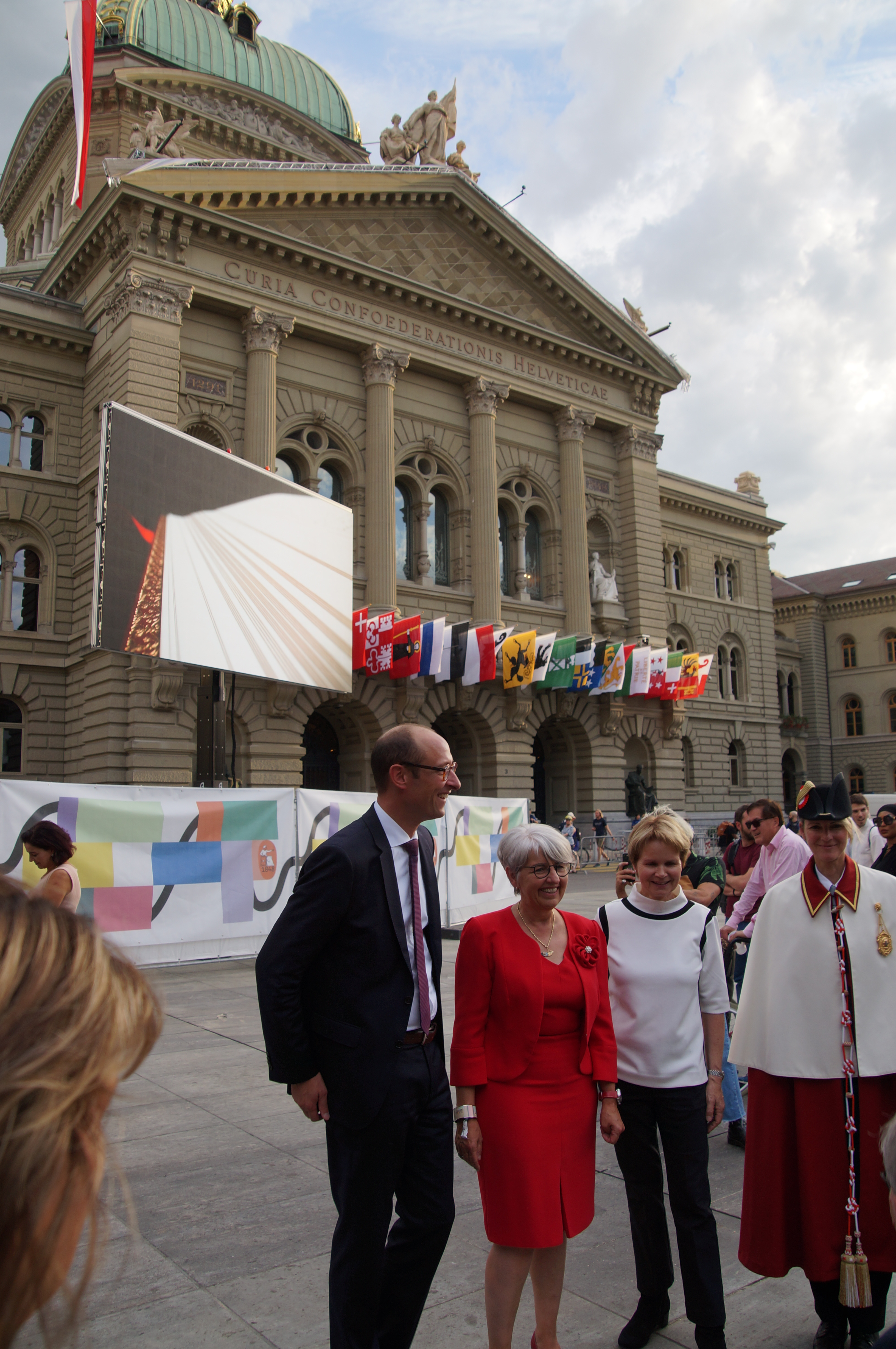
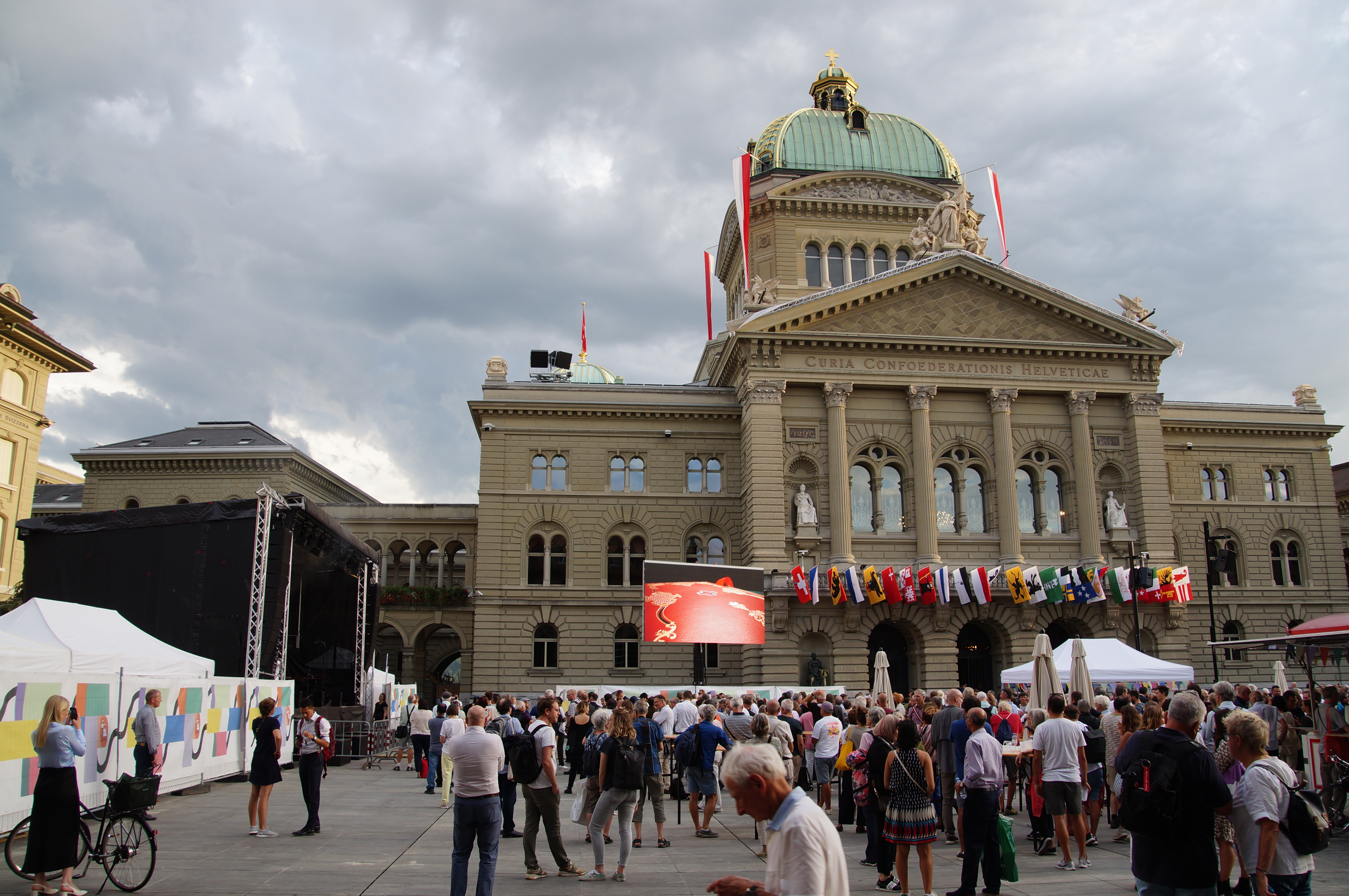
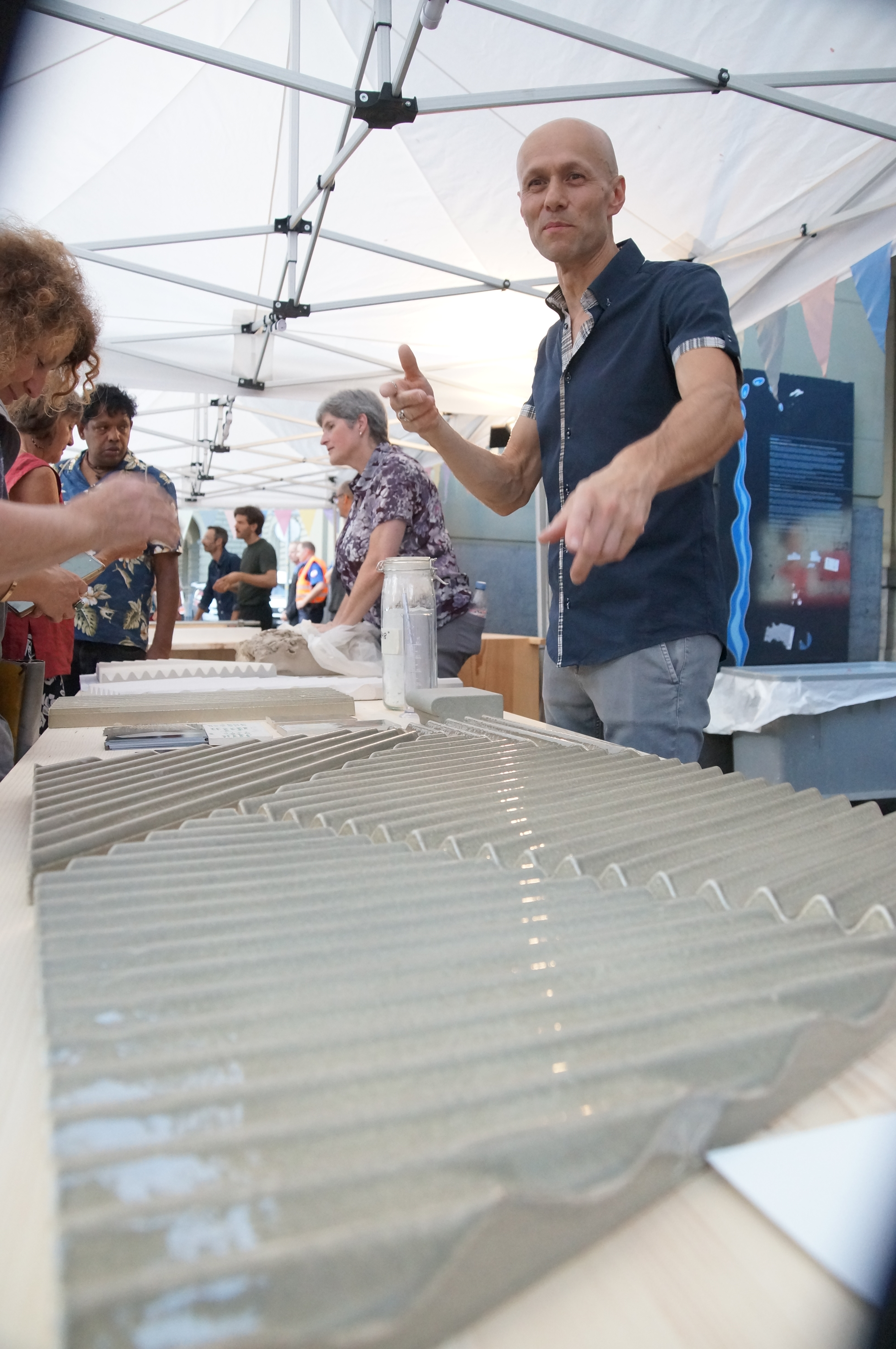
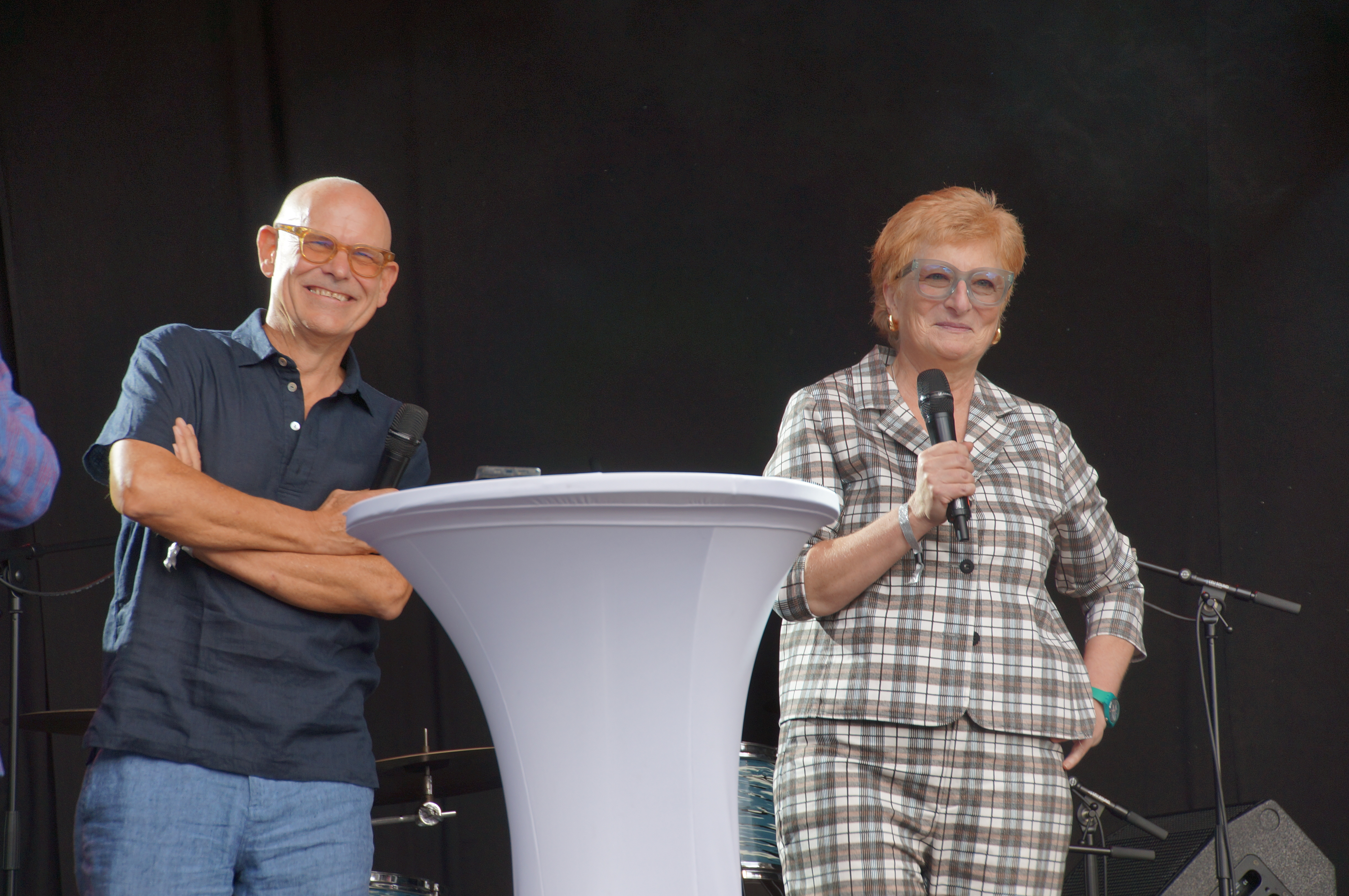

Am 12. September 2023, dem 175. Jahrestag der Einführung der Bundesverfassung, wurde dieses Mosaik-Kunstwerk um 18:48 Uhr feierlich enthüllt. Anwesend waren unter anderem Bundesrätin Elisabeth Baume-Schneider, Nationalratspräsident Martin Candinas und das Künstlerpaar Renée Levi und Marcel Schmid.
Impressionen der Enthüllungszeremonie